# Паулина, Хенсли
Хенсли Паулина (нидерл. Hensley Paulina; род. 26 июня 1993, Виллемстад) — кюрасайский и нидерландский легкоатлет, специалист по бегу на короткие дистанции. Выступал за сборные Нидерландских Антильских островов, Кюрасао и Нидерландов по лёгкой атлетике в 2010-х и 2020-х годах, бронзовый призёр чемпионата Европы, победитель и призёр первенств национального значения, участник летних Олимпийских игр в Рио-де-Жанейро.

## Биография
Хенсли Паулина родился 26 июня 1993 года в Виллемстаде, Кюрасао.
Дебютировал на международном уровне в сезоне 2009 года, представлял Нидерландские Антильские острова и Кюрасао на CARIFTA Games, а также на юношеском мировом первенстве в Брессаноне.
В 2010 году в беге на 100 метров стал четвёртым на Южноамериканских играх в Медельине, участвовал в юниорском мировом первенстве в Монктоне и в юношеских Олимпийских играх в Сингапуре, где являлся знаменосцем своей делегации на церемонии открытия.
С 2012 года на международных соревнованиях выступал за нидерландскую национальную сборную, в частности представлял Нидерланды в дисциплине 100 метров на юниорском мировом первенстве в Барселоне.
В 2013 году на 100-метровой дистанции выиграл бронзовую медаль на молодёжном европейском первенстве в Тампере, тогда как в эстафете 4 × 100 метров занял пятое место на чемпионате мира в Москве.
В 2014 году отметился выступлением на чемпионате мира по эстафетному бегу в Нассау, стал пятым в эстафете 4 × 100 метров на чемпионате Европы в Цюрихе.
В 2015 году вновь стартовал на чемпионате мира по эстафетам в Нассау, участвовал в молодёжном европейском первенстве в Таллине, выступил на чемпионате мира в Пекине.
В 2016 году дошёл до полуфиналов в беге на 60 метров на чемпионате мира в помещении в Портленде, в дисциплинах 100 и 200 метров на чемпионате Европы в Амстердаме. Благодаря череде удачных выступлений удостоился права защищать честь страны на летних Олимпийских играх в Рио-де-Жанейро — в программе эстафеты 4 × 100 метров вместе с соотечественниками не смог преодолеть предварительный квалификационный этап.
В 2017 году участвовал в чемпионате мира по эстафетам в Нассау и в чемпионате мира в Лондоне.
В 2018 году на чемпионате Европы в Берлине дошёл до стадии полуфиналов в индивидуальном беге на 100 метров и завоевал бронзовую награду в эстафете 4 × 100 метров.
В 2019 году отметился выступлениями на чемпионате мира по эстафетам в Иокогаме и на чемпионате мира в Дохе.
В 2021 году стартовал на чемпионате мира по эстафетам в Хожуве. Находился в составе нидерландской эстафетной команды на Олимпийских играх в Токио, однако в предварительном квалификационном забеге не участвовал, а в финал его соотечественники не вышли.
В 2022 году стартовал в эстафете 4 × 100 метров на чемпионате мира в Орегоне.